# Lễ lạy tấn hương

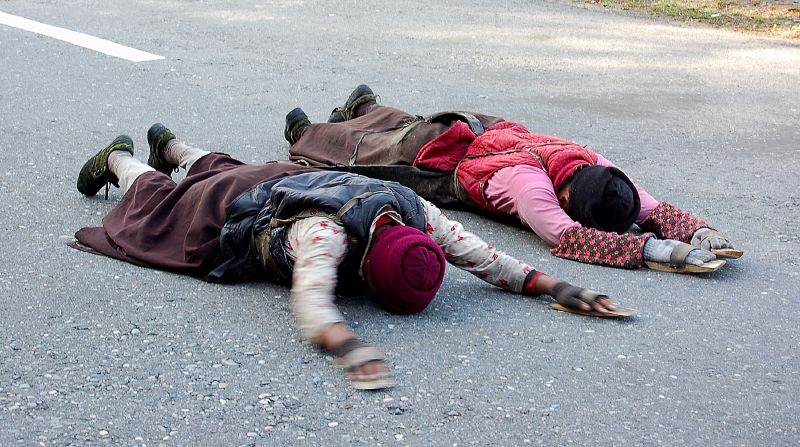
Lễ lạy ở Lhasa

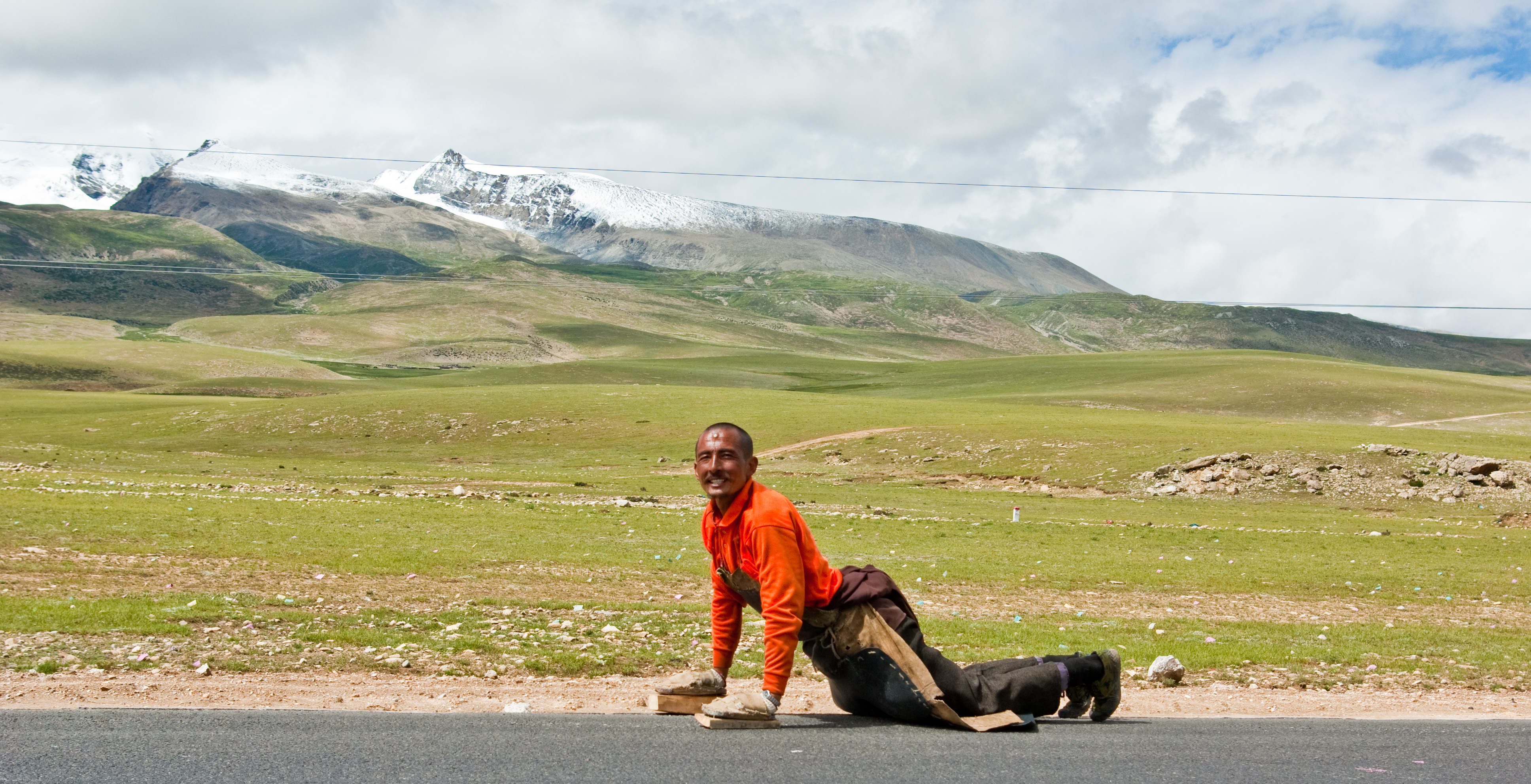
Lễ lạy ở Tây Tạng

Lễ lạy tấn hương hay khấu đầu triều thánh, thường được biết đến ở Việt Nam là tam bộ nhất bái, hoặc nhất bộ nhất bái, là hành động người bước ba bước thì quỳ xuống lạy một lạy hoặc một bước thì quỳ xuống lạy một lạy. Đây là hành động thực hành tôn giáo của các tín đồ đạo Phật. Trong ngôn ngữ của đạo Phật thì đây được gọi là một hạnh tu và được giải thích là cứ ba (hoặc một) bước chân chính niệm thì một lần đỉnh lễ sát đất. Nghi thức này rất phổ biến trong giới tu hành Trung Quốc, Việt Nam, Ấn Độ. Việc lạy này được thực hiện trong các chuyến triều sơn lễ thánh, ở Việt Nam thường được gọi là đi trẫy hội, hay lễ bái trẫy hội. Trong tiếng Trung tam bộ nhất bái (三步一拜) được thực hành trong các chuyến triều sơn (朝山). Trong tiếng Hàn tam bộ nhất bái được gọi là Samboilbae (삼보일배). Trong tiếng Anh, tam bộ nhất bái được gọi là Three Steps, One Bow.

## Lịch sử
Người nổi tiếng nhất, đôi khi được xem là người đã tạo ra tam bộ nhất bái là Hư Vân (1840-1959) người Trung Quốc. Ông là Tổ thứ 44 của dòng thiền Quy Ngưỡng. Năm 1883, khi 43 tuổi, ông tam bộ nhất bái vì hạnh nguyện báo đáp công ơn sanh thành dưỡng dục của cha mẹ, ông đã tam bộ nhất bái từ núi Phổ Đà sơn, gần Thượng Hải, thuộc tỉnh Chiết Giang đến Ngũ Đài sơn thuộc tỉnh Sơn Tây, khoảng cách 3.000 dặm, trong thời gian 6 năm. Trong sách Đại Phật Tự của Trịnh Chấn Phong chép về việc hành hương lễ Phật ở Đông Độ như sau: "...quảy túi màu vàng đi triều sơn, người ốm yếu, già cả, phụ nữ, đến những thiếu nữ yểu điệu, những bác nông dân chất phát, ai nấy đều kiền thành mỗi bước mỗi cúi đầu, thậm chí có người mỗi bước một lạy, cứ như thế lạy đến đỉnh núi..." Tại Tây Tạng, có câu chuyện kể một người đàn ông bán gia súc để lấy kinh phí thực hiện tâm nguyện tam bộ nhất bái đến thánh địa Lhasa, ông kiệt sức và chết mất xác trên các con đường núi. Người con trai khi trưởng thành đã hoàn thành ước nguyện này thay cho người cha. Vào ngày 19 tháng 11 năm 2017, tại Phổ Đà sơn, hơn 1.000 người dẫn đầu bởi các nhà sư đã tam bộ nhất bái từ chùa Vũ Thiền Tự (雨禅寺) đến chùa Huệ Tế Thiền Tự (慧济禅寺).
Tại Mỹ, vào năm 1973-1974 có hai nhà sư là Hằng Cụ (Heng Ju) và Hằng Do (Heng Yo) đã tam bộ nhất bái từ Gold Mountain Monastery ở San Francisco tới Marblemount, Washington, khoảng cách hơn 1.000 dặm để cầu nguyện hòa bình thế giới. Sau đó có nhà sư Hằng Thực (恆實) (Heng Sure) và Hằng Châu (Heng Ch'au) trong 2 năm 6 tháng, từ 1977 đến 1979 đã tam bộ nhất bái từ Nam Pasadena đến Ukiah, California, khoảng cách 800 dặm, cầu nguyện hòa bình thế giới. Tại Malaysia, vào ngày 19 tháng 5 năm 2019, hơn 1.000 người dẫn đầu bởi các nhà sư chùa Thiên Hậu Cung (天后宫) tập hợp lại để tam bộ nhất bái lên ngọn núi Lạc Thánh Lĩnh (乐圣岭山) với khoảng cách khoảng 1 km.
Tại Việt Nam, nhà sư Thích Tâm Mẫn đã tiến hành nhất bộ nhất bái từ miền Nam ra miền Bắc với quãng đường dài 1.860 km trong thời gian từ 24/11 năm 2009 đến 24/11 năm 2012, với 6 triệu lạy. Địa điểm xuất phát là chùa Hoằng Pháp và địa điểm cuối là Trúc Lâm Yên Tử. Bốn câu kệ của nhà sư là "Sám hối tội lỗi - Cầu nguyện hòa bình - Chí đạt quả Phật - Hóa độ chúng sanh". Chuyến hành trình này đã được cấp phép.
Tại Hàn Quốc, ngày 22 tháng 8 năm 2023 diễn ra tam bộ nhất bái của một đoàn người gồm nhiều tôn giáo khác nhau tham gia một sự kiện tưởng niệm. Trong đó có những người Tin lành và Công giáo. Điều này dẫn đến một phản ứng gay gắt của những người Thiên Chúa giáo chống lại Phật giáo. Hội đồng Thiên Chúa giáo Hàn Quốc đã đưa ra một tuyên bố vào ngày 21 rằng: "Bốn tôn giáo lớn thực hiện ba bước đi và một cúi đầu để tưởng nhớ buổi lễ tưởng niệm. Có thể chọn nhiều phương pháp khác nhau cho bất kỳ mục đích nào, nhưng nếu bạn là một người theo đạo, ít nhất nếu bạn là người theo đạo Thiên Chúa thì phương pháp cũng phải mang tính tôn giáo." Sau đó, Truyền thông Giáo hội Hàn Quốc cho biết: "Cần phải xem xét lại việc các tôn giáo dẫn đầu các cuộc biểu tình chính trị để kích động công chúng, và đặc biệt là tham gia vào các buổi lễ tưởng niệm theo những cách trái với Kinh thánh nhân danh Cơ đốc giáo", đồng thời nói thêm: "Thật không đúng khi tiếp cận các vấn đề xã hội theo cách không áp dụng cho người khác và áp dụng các phương pháp thực hành của các tôn giáo khác".

## Nghi thức
Theo truyền thống của Phật giáo Bắc truyền thì nghi thức 'lễ lạy tấn hương' hay còn gọi là 'khấu đầu triều thánh' được mô tả rằng, những hành giả từ nơi trụ xứ của mình khi hướng về địa điểm muốn đến phải phát nguyện đảnh lễ, có hai cách triều sơn lễ thánh, 1 là bước một bước lạy một lạy, 2 là bước ba bước lạy một lạy, cứ như thế lạy chừng nào cho đến địa điểm muốn đến. Bên cạnh tam bộ nhất bái, hoặc nhất bộ nhất bái còn có ngũ bộ nhất bái. Người tu hành Phật giáo ở Tây Tạng có lối "tam bộ-ngũ thể-nhập địa". Nghĩa là tam bộ (đi ba bước) để ngũ thể (chân, tay, ngực, trán...) một lần chạm xuống đất (nhập địa) lạy một lạy. Một cách chi tiết, niệm Phật trong khi chắp tay lại, tay giơ cao quá đầu rồi bước lên một bước. Đưa tay ra trước trong khi vẫn chắp tay rồi bước thêm bước thứ hai. Bước thêm bước nữa đưa tay ra phía trước ngực. Hướng về trước cho thân song song với mặt đất, lòng bàn tay úp xuống, khi đầu gối chạm đất thì toàn thân nằm trên mặt đất. Chạm nhẹ trán xuống đất. Đứng lên và lặp lại quá trình này.

## Mục đích
Hành động này là cách bày tỏ lòng tin vào Tam bảo trong đạo Phật, đồng thời thử thách và rèn luyện thể chất lẫn tinh thần. Nhà báo Kim Gil-woong của Jejunews viết về tam bộ nhất bái với diễn giải ba bước đi mang hàm ý sự quy y Tam bảo, gồm Phật, Pháp, Tăng. Tức là 3 bước, quy Phật, quy y Pháp, quy y Tăng. Ngoài ra, có thể hiểu 3 bước là 3 bước diệt trừ Tam độc gồm Tham, Sân, Si. Theo nhà sư người Mỹ Hoằng Do, đây là cách để tập trung tư tưởng, sự chầm chậm và dừng lại của các bước đi để làm dừng lại loạn tưởng trong tâm thức. Do đó, tam bộ nhất bái được xem là một phương tiện thiền định. Trang tin của chùa Hoằng Pháp gọi đó là "một trong những phương pháp rèn luyện chí kiên định và phá trừ tâm ngã mạn của người xuất gia".
Tam bộ nhất bái còn được sử dụng trong chính trị, phục vụ mục đích biểu tình yêu sách hoặc phản đối, là một phương pháp bất bạo động tại Hàn Quốc. Ngày 31 tháng 5 năm 2003, một đoàn tam bộ nhất bái hơn một nghìn người sau 65 ngày, vượt qua 321,3 km từ bãi triều Haechang họ đã đến Seoul. Họ thúc giục Tổng thống Roh Moo-hyun đình chỉ dự án cải tạo Saemangeum vì môi trường. Vào ngày 29 tháng 4 năm 2016, các nhà sư đã dẫn đầu đoàn biểu tình đòi lại đất của chùa Bongeunsa bị Chính phủ cưỡng bức trưng thu vào năm 1970 và ngăn chặn chính quyền thành phố Seoul bán đất đó cho Công ty xe hơi Hyundai. Ngày 17 tháng 2 năm 2022 một cuộc biểu tình theo cách này diễn ra tại Seoul với đông đảo công nhân ngành logistics, dẫn đầu bởi các nhà sư, nhằm phản đối tập đoàn CJ từ chối đàm phán với các công nhân đình công yêu sách điều kiện làm việc tốt hơn. Ngày 8 tháng 5 năm 2023, các nhà sư ở chùa Jogyesa tam bộ nhất bái từ chùa ở khu Jongno-gu đến Đại sứ quán Nhật Bản, kêu gọi chấm dứt xả nước nhiễm phóng xạ từ Fukushima.
Tam bộ nhất bái cũng được dùng như hành động tưởng niệm. Trong 3 ngày, từ ngày 22 đến ngày 24 tháng 8 năm 2023, để tưởng niệm 300 ngày xảy ra vụ giẫm đạp Halloween tại Itaewon, đông đảo người Hàn Quốc là cha mẹ của các nạn nhân đã tam bộ nhất bái. Họ từ địa điểm tai nạn hướng về tòa nhà Quốc hội Hàn Quốc, cầu nguyện cho sự việc đau lòng sẽ không xảy ra một lần nào nữa.

## Pháp lý
Vào tháng 5 năm 2005, ông Kim, người đứng đầu công đoàn Nhà máy Xây dựng Ulsan cùng nhiều người khác đã tổ chức 'cuộc họp giải quyết nhằm thúc đẩy đàm phán chân thành về tiền lương tập thể' với khoảng 600 thành viên công đoàn tại Công viên Horse Chestnut ở Dongsung-dong, Seoul, họ ra chiếm đường hai làn, đi ba bước cúi lạy một lạy. Cảnh sát đã giải tán họ, truy tố tội không tuân lệnh và phạt tiền 500.000 won. Tuy nhiên, tòa án phán quyết ông Kim và một đồng sự vô tội. Đến năm 2010, đến lượt Tòa án tối cao phán quyết một lần nữa về sự vô tội của họ. Giới chức và cảnh sát Hàn Quốc từng yêu cầu lệnh cấm tam bộ nhất bái vì lý do an ninh, để đảm bảo an toàn cho các nguyên thủ quốc gia trước các cuộc biểu tình hoặc các chuyến viếng thăm của nguyên thủ nước ngoài. Tuy nhiên, Quyết định 2019 Heonma 1091 của Tòa án Hiến pháp ngày 28 tháng 10 năm 2021, bác bỏ yêu sách thông qua đạo luật nhằm ngăn chặn tam bộ nhất bái.
Tại Việt Nam, tam bộ nhất bái hay nhất bộ nhất bái để cầu nguyện không bị ngăn cản, như chuyến đi nổi tiếng của nhà sư Thích Tâm Mẫn chỉ cần xin phép chính quyền. Trích dẫn thêm, chiếu theo khoản 1 điều 36 Bộ Luật giao thông đường bộ thì lòng đường và hè phố chỉ được sử dụng cho mục đích giao thông. Hoạt động khác trên đường bộ theo điều 35 phải được thực hiện theo quy định:
a) Cơ quan, tổ chức có nhu cầu sử dụng đường bộ để tiến hành hoạt động văn hóa, thể thao, diễu hành, lễ hội phải được cơ quan quản lý đường bộ có thẩm quyền thống nhất bằng văn bản về phương án bảo đảm giao thông trước khi xin phép tổ chức các hoạt động trên theo quy định của pháp luật;
b) Trường hợp cần hạn chế giao thông hoặc cấm đường thì cơ quan quản lý đường bộ phải ra thông báo phương án phân luồng giao thông; cơ quan, tổ chức có nhu cầu sử dụng đường bộ quy định tại điểm a khoản 1 Điều này phải thực hiện việc đăng tải thông báo trên các phương tiện thông tin đại chúng và thực hiện các biện pháp bảo đảm trật tự, an toàn cho người và phương tiện tham gia giao thông đường bộ;
c) Ủy ban nhân dân nơi tổ chức hoạt động văn hóa, thể thao, diễu hành, lễ hội có trách nhiệm chỉ đạo cơ quan chức năng của địa phương tổ chức việc phân luồng, bảo đảm giao thông tại khu vực diễn ra hoạt động văn hóa, thể thao, diễu hành, lễ hội. Nghiêm cấm các hành vi tụ tập đông người, cản trở giao thông.

## Chỉ trích
Nhiều ý kiến cho rằng đây chỉ là cách quảng cáo. Trong sách Thiền Vipassana - Bốn Nền Tảng Chánh Niệm của Thích Nhật Từ, hành động tam bộ nhất bái bị xem là cuồng tín, là kiểu khổ hạnh không nên tiếp tay, không nên ủng hộ cho lối tu sai lầm này. Theo tư tưởng và quan niệm của Thiền tông, "Cần gì phải đến cầu Phật ở Linh Sơn, Linh Sơn ở trong tâm các vị, trong tất cả các vị đều có tháp Linh Sơn, nên hướng về tháp Linh Sơn để tu".